# Comuna Orihivka, Lubnî
Orihivka (în ucraineană Оріхівка) este o comună în raionul Lubnî, regiunea Poltava, Ucraina, formată din satele Barvinșciîna, Kremeanka, Mateașivka, Orihivka (reședința), Stadnea și Svicikivka.

## Demografie
Componența lingvistică a comunei Orihivka
     Ucraineană (96,82%)
     Rusă (1,98%)
     Alte limbi (1,07%)
Conform recensământului din 2001, majoritatea populației comunei Orihivka era vorbitoare de ucraineană (96,82%), existând în minoritate și vorbitori de rusă (1,98%).